# هرانيتني (دونيتسكا)
هرانيتني (Гранітне) هي مدينة في أوبلاست دونيتسك في أوكرانيا.
يبلغ عدد سكانها حوالي 3,355 نسمة.